# Centre pour l'édition électronique ouverte
 (mai 2023).
Le Centre pour l'édition électronique ouverte (Cléo) est une unité mixte de services du CNRS, de l'université d'Aix-Marseille, de l'École des hautes études en sciences sociales et de l'université d'Avignon. Il inscrit son action dans le cadre de la Bibliothèque scientifique numérique (BSN), une initiative du ministère français de l’Enseignement supérieur et de la Recherche.

## OpenEdition
Pour un article plus général, voir OpenEdition.
Il développe le portail de sciences humaines et sociales OpenEdition. OpenEdition regroupe quatre plateformes :
- OpenEdition Books

Plateforme des livres en sciences humaines et sociales, dont plus de la moitié est en accès ouvert.
- Revues.org , devenue OpenEdition Journals en décembre 2017

Plateforme de revues de recherches.
- Calenda

Calendrier scientifique.
- Hypothèses

Plateforme de carnets de recherches (blogs scientifiques).
Il offre des formations à l'édition électronique et au blogging scientifique. Il organise une université d'été de l'édition électronique ouverte tous les deux ans. Il est implanté à Paris, à Marseille et à Lisbonne.